# 小花报春茜
小花报春茜（学名：Leptomischus parviflorus）为茜草科报春茜属下的一个种。其种加词“Parviflorus”意为“小花的”。